# Félix Ayo
Félix Ayo Losada (Sestao, Vizcaya, 1 de julio de 1933 - 24 de septiembre de 2023) fue un violinista español naturalizado italiano.

## Carrera
Terminó sus estudios de música en el Conservatorio de Bilbao. De ahí se trasladó a estudiar a París, Siena y Roma. En 1952 fundó y fue violín solista del grupo I Musici. Años después comenzó a actuar por toda Europa interpretando música de cámara. En 1970, formó el Cuarteto Beethoven de Roma.
A lo largo de su carrera impartió clases en la Academia Nacional de Santa Cecilia en Roma, en España y participó como jurado en varias competiciones musicales. Entre sus premios destaca el Premio Extraordinario de Violín, Premio de la Crítica Italiana, el Preis der Schallplattenkrítik (en tres ocasiones) y el Grand Prix du Disque.
En 1981 formó un dúo con la pianista Emma Jiménez.